# Aleksiej Biezgodow
Aleksiej Michajłowicz Biezgodow, ros. Алексей Михайлович Безгодов (ur. 30 czerwca 1969) – rosyjski szachista, arcymistrz od 1999 roku.

## Kariera szachowa
Pierwsze sukcesy zaczął odnosić na początku lat 90. XX wieku. W 1993 roku podzielił II miejsce (za Witalijem Hołodem) w Ufie oraz osiągnął największy sukces w karierze, zdobywając w Tiumeni tytuł indywidualnego mistrza Rosji. W kolejnych latach zanotował wiele znaczących wyników, m.in. w Sankt Petersburgu (1995, memoriał Michaiła Czigorina, dz. II m. za Władimirem Burmakinem), Moskwie (1995, dz. II m. wraz z Aleksandrem Waulinem, Aleksandrem Łastinem i Sarhanem Guliewem, za Jewgienijem Wasiukowem), Balatonberény (1996, dz. I m. m.in. wraz z Tiborem Tolnaiem, Tiborem Fogarasim, Péterem Ácsem, Péterem Lukácsem i Constantinem Ionescu), Martinie (1996, międzynarodowe mistrzostwa Słowacji, I m.), Budapeszcie (1996, turniej First Saturday FS06 GM, dz. I m. wraz z Liviu-Dieterem Nisipeanu), Permie (1997, półfinał mistrzostw Rosji, I m.), Aars (1999, II m. za Igorem Jagupowem), Moskwie (1999, mistrzostwa Rosji systemem pucharowym – srebrny medal), Ałuszcie (1999, mistrzostwa Ukrainy, dz. I m. m.in. wraz z Giennadijem Kuźminem, Stanisławem Sawczenko i Ołeksandrem Moisejenką), Woroneżu (2002, dz. I m. m.in. wraz z Konstantinem Czernyszowem), Cap d'Agde (2002, dz. I m. wraz z Mladenem Palacem, Cyrilem Marcelinem, Wadymem Małachatką, Michaiłem Brodskim, Borisem Czatałbaszewem, Robertem Fontaine, Manuelem Apicellą i Milošem Pavloviciem), Permie (2003, dz. I m. wraz z Ildarem Chajrullinem), Sankt Petersburgu (2004, II m. za Siergiejem Iwanowem), Czelabińsku (2005 i 2007, I m.) i Kazaniu (2007, dz. II m. za Farruchem Amonatowem, m.in. wraz z Jewgienijem Glejzerowem i Dmitrijem Boczarowem).
Najwyższy ranking w karierze osiągnął 1 lipca 1999 r., z wynikiem 2576 punktów zajmował wówczas 29. miejsce wśród rosyjskich szachistów.